# Lorea Elso
Maria Flor Elso Torralba (Pamplona, 8 de juny de 1973), coneguda com a Lorea Elso, és una exgimnasta rítmica espanyola que va ser campiona del món en modalitat de conjunts (Atenes 1991) i bicampiona d'Europa (Stuttgart 1992), a més d'assolir altres nombroses medalles amb la selecció nacional de gimnàstica rítmica d'Espanya.
La generació de gimnastes que va integrar és coneguda amb el nom de las Primeras Chicas de Oro (Primeres Noies d'Or). Lorea és, juntament amb Bito Fuster, Marta Baldó i Estela Giménez, la gimnasta rítmica espanyola amb més medalles en Mundials, amb un total de 8.

## Biografia esportiva

### Inicis
Es va iniciar en la gimnàstica rítmica amb 9 anys, al Club Ivanka Tchakarova de Pamplona. El 1988, després de desfer-se aquest club, va entrar a la Sociedad Cultural Deportivo Recreativa Anaitasuna de la mateixa ciutat.

### Etapa en la selecció nacional

#### 1988 - 1989: Arribada a l'equip i Mundial de Sarajevo
El 1988 és convocada per Emilia Boneva per entrar a la selecció nacional de gimnàstica rítmica d'Espanya absoluta en la modalitat de conjunts, de la qual passaria a formar part fins al 1992. Durant aquest temps entrenaria unes 8 hores diàries al Gimnàs Moscardón de Madrid sota les ordres de la pròpia Emilia Boneva i d'Ana Roncero, que des de 1982 eren seleccionadora nacional i entrenadora de conjunts respectivament, i conviuria amb totes les integrants de l'equip en una casa a La Moraleja.
Al començament de 1989 va assolir 3 plates en el torneig DTB-Pokal Karlsruhe. Poc després va obtenir 3 medalles de bronze en el Campionat del Món de Sarajevo, en pujar al podi tant en el concurs general com en les finals de 12 maces, i de 3 cèrcols i 3 cintes. Les assoliria junt amb Beatriz Barral, Bito Fuster, Arancha Marty, Mari Carmen Moreno i Vanesa Muñiz, sent suplents Marta Aberturas i Núria Arias. Al desembre de 1989 va assolir el bronze a la general de la Wacoal Cup (Japó).

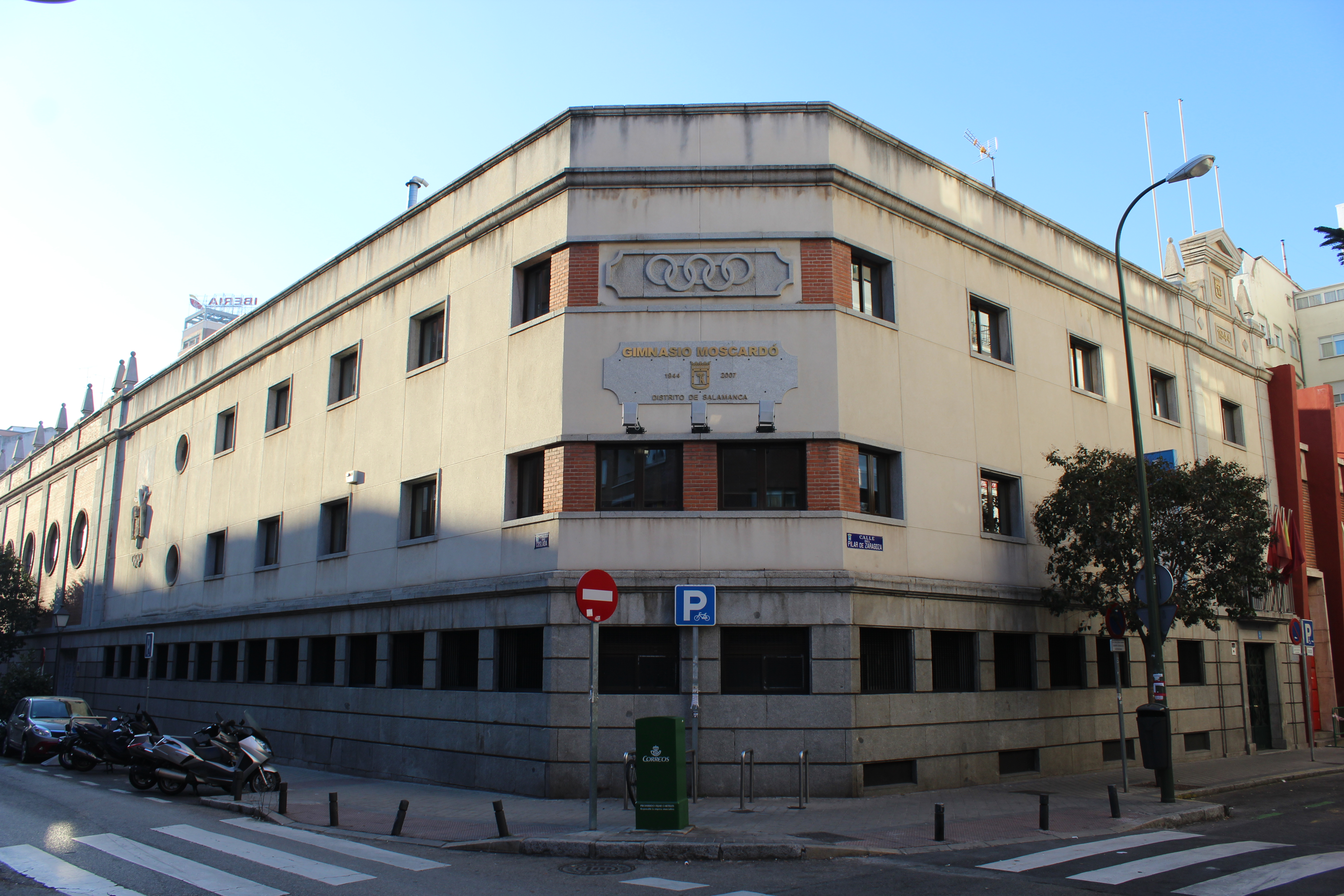
El Gimnàs Moscardón, al districte de Salamanca (Madrid), va ser el lloc d'entrenament de la selecció nacional de gimnàstica rítmica fins al 1997
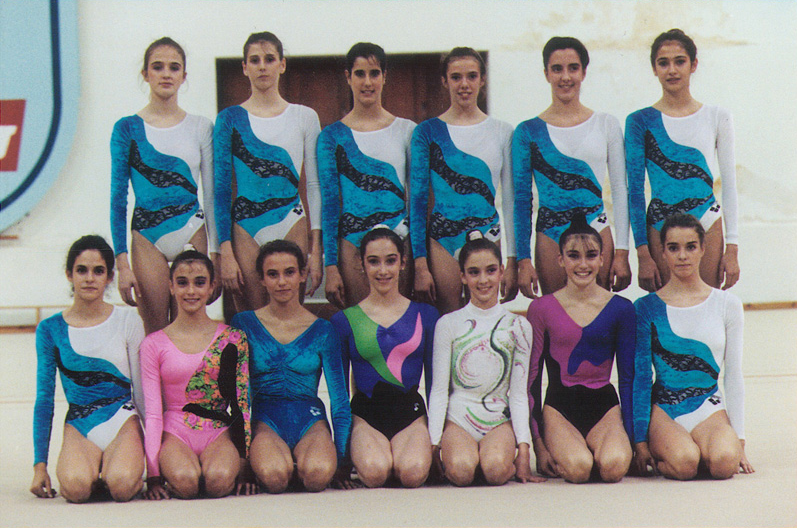
Elso (asseguda, primera a la dreta) amb la selecció de gimnàstica rítmica al Gimnàs Moscardón (1991).

#### 1990: Europeu de Göteborg
El 1990 va tenir lloc el Campionat d'Europa de Göteborg, on va assolir la medalla de bronze tant en el concurs general com en 3 pilotes i 3 cordes, i la de plata en 12 maces. A la Final de la Copa del Món, disputada aquest any a Brussel·les, assoleix 3 medalles de bronze, una per cada final. Serien assolides junt amb Beatriz Barral, Bito Fuster, Montse Martín, Arancha Marty i Vanesa Muñiz, sent suplents Marta Aberturas i Gemma Royo. Débora Alonso i Cristina Chapuli també formaven part de l'equip, però no van ser convocades a les competicions aquest any. En el torneig Wacoal Cup de Tòquio, celebrat al novembre, van assolir la plata en la general.

#### 1991: Títol mundial a Atenas
El 1991, Lorea és nomenada capitana de la selecció. Els dos exercicis del conjunt aquest any van ser el de 6 cintes, i el de 3 pilotes i 3 cordes. El primer tenia com a música «Tango Jalousie», composta per Jacob Gade, mentre que el de pilotes i cordes, usava el tema «Campanas», de Víctor Bombi. Per coreografiar els passos de dansa de l'exercici de 6 cintes es va comptar amb l'ajut de Javier Castillo «Poty», llavors ballarí del Ballet Nacional, tot i que el coreògraf habitual de l'equip era el búlgar Georgi Neykov.
Prèviament al Mundial, van assolir l'or en el torneig de Karlsruhe (per davant de la URSS i Bulgària) i 3 bronzes en el Gymnastic Màsters de Stuttgart, tots dos a Alemanya.
El 12 d'octubre de 1991, el conjunt espanyol va assolir la medalla d'or en el concurs general del Campionat del Món de Gimnàstica Rítmica d'Atenes. Aquest triomf va ser qualificat pels mitjans com històric, ja que va ser la primera vegada que Espanya es va proclamar campiona del món de gimnàstica rítmica. A la primera jornada del concurs general havien assolit una puntuació de 19,500 en l'exercici de 3 pilotes i 3 cordes, mentre que en la següent, amb el muntatge de 6 cintes, van obtenir una nota de 19,350 (9,90 en composició i 9,45 en execució). Amb una qualificació total de 38,850, l'equip espanyol va superar en el concurs general a la URSS per 50 mil·lèsimes, mentre que Corea del Nord va ser bronze. L'endemà, van assolir la medalla de plata en les dues finals per aparells, la de 6 cintes, i la de 3 pilotes i 3 cordes. Aquestes medalles van ser assolides per Lorea junt amb Débora Alonso, Bito Fuster, Isabel Gómez, Montse Martín i Gemma Royo, a més de Marta Aberturas i Cristina Chapuli com a suplents. Aquestes medalles serien narrades per a Espanya per la periodista Paloma del Río a través de La 2 de TVE.
Després d'aquesta consecució, a finals de 1991 realitzarien una gira per Suïssa.

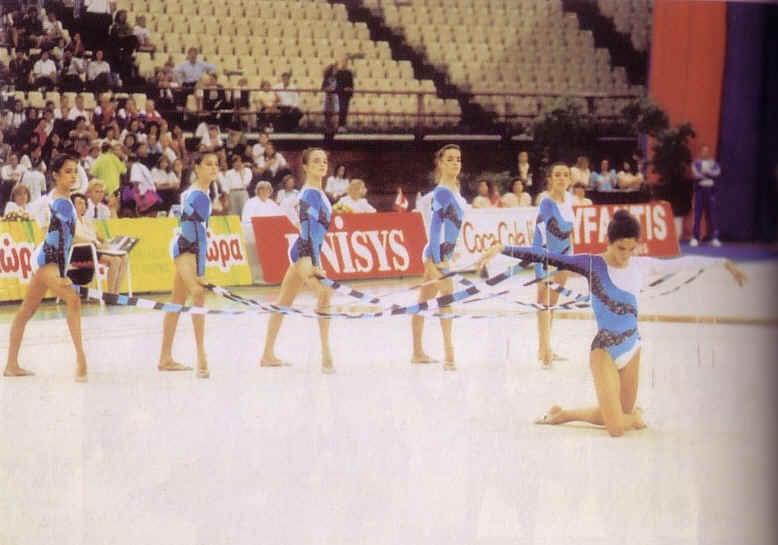
Lorea (al fons, segona a la dreta) a l'inici de l'exercici de 6 cintes al Mundial d'Atenes
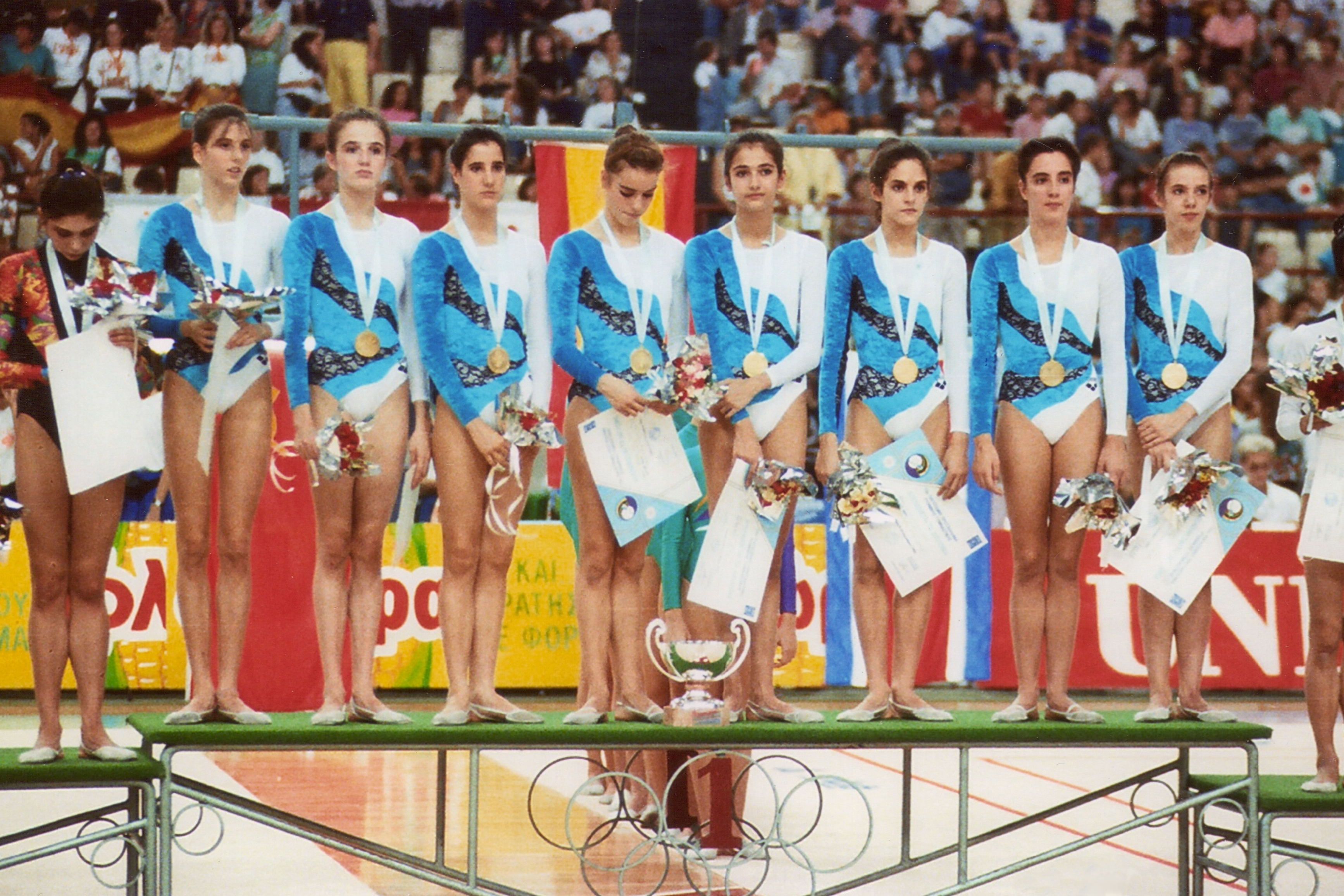
El conjunt espanyol amb l'or al podi del concurs general del Mundial d'Atenes (1991)

#### 1992: Títols europeus a Stuttgart i Mundial de Brussel·les
Per 1992, en el torneig de Karlsruhe serien plata, i posteriorment van ser convidades a fer una exhibició al torneig de Corbeil-Essonnes. Al juny de 1992, ja amb nous exercicis, van participar en el Campionat Europeu de Stuttgart, on van obtenir la medalla d'or en el concurs general (compartida amb Rússia), a més d'assolir un altre or a la final de 3 pilotes i 3 cordes i el bronze en 6 cintes. El conjunt estava integrat per Lorea, Débora Alonso, Bito Fuster, Isabel Gómez, Montse Martín i Gemma Royo, a més de les recentment incorporades Alicia Martín i Cristina Martínez com a suplents. No competiria en els Jocs Olímpics de Barcelona a causa que els conjunts no eren una modalitat olímpica llavors, encara que sí participaria costat de la resta de les seves companyes en la cerimònia d'obertura encapçalant la desfilada de les nacions participants.
Poc després van assolir l'or tant en l'Asvo Cup (Àustria) com en la general del torneig Alfred Vogel Cup (Països Baixos), on van ser a més plata en 6 cintes, i or en 3 pilotes i 3 cordes. Les lesions de Bito Fuster i Isabel Gómez, van fer que el conjunt fos reconfigurat per al Campionat Mundial de Brussel·les, quedant ambdues com a suplents i sent substituïdes en la titularitat de tots dos exercicis per Alicia Martín, Cristina Martínez i Bàrbara Plaza, que s'afegirien a Lorea, Débora Alonso, Montse Martín i Gemma Royo. En aquesta competició el conjunt obtindria la medalla de plata en el concurs general, quedant-se a només una dècima de poder revalidar el títol mundial que havien assolit l'any anterior. A més, el 22 de novembre van assolir el bronze en 6 cintes i el vuitè lloc en 3 pilotes i 3 cordes.

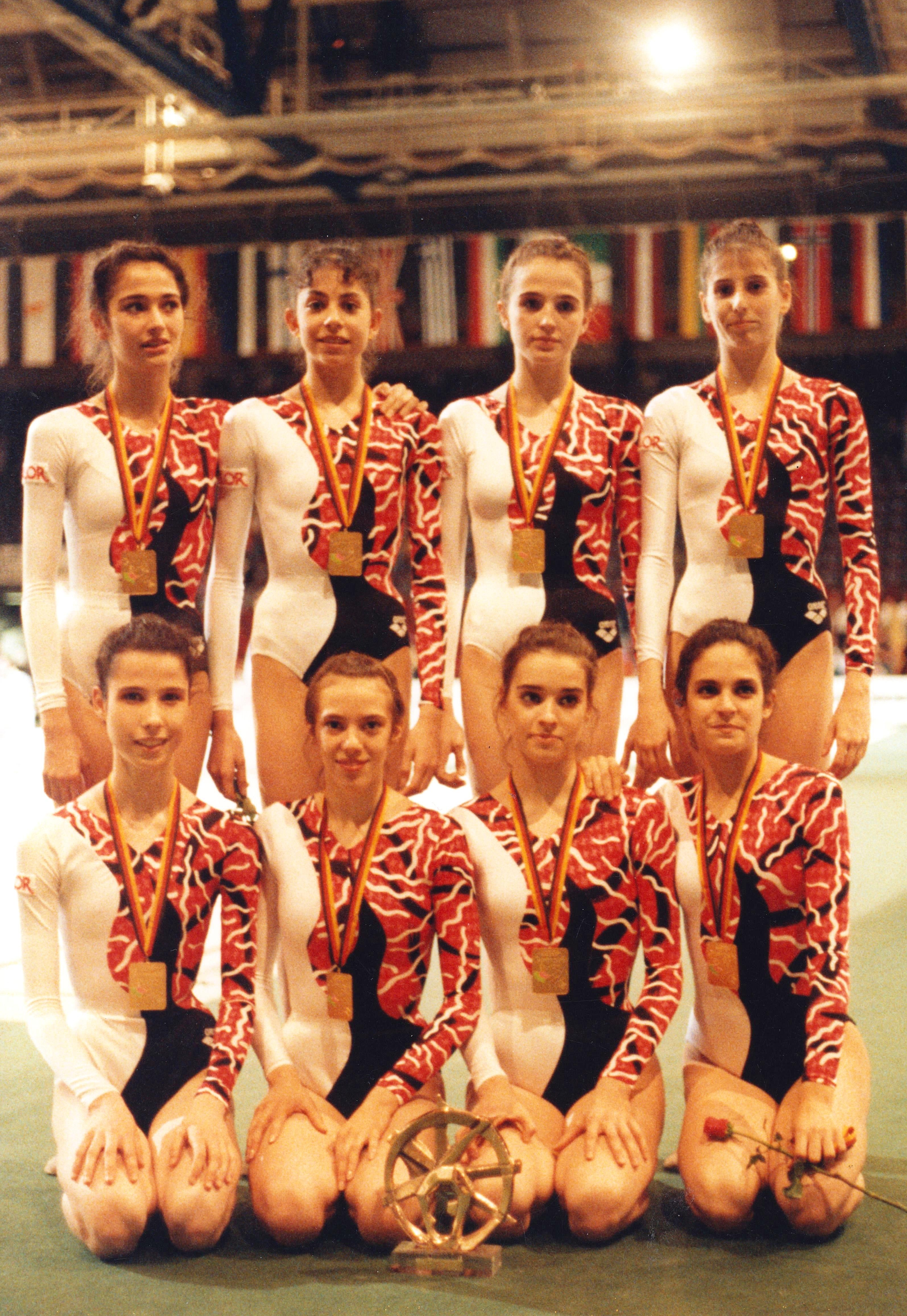
Lorea (asseguda, segona a la dreta) després de proclamar-se campiona d'Europa a Stuttgart (1992)
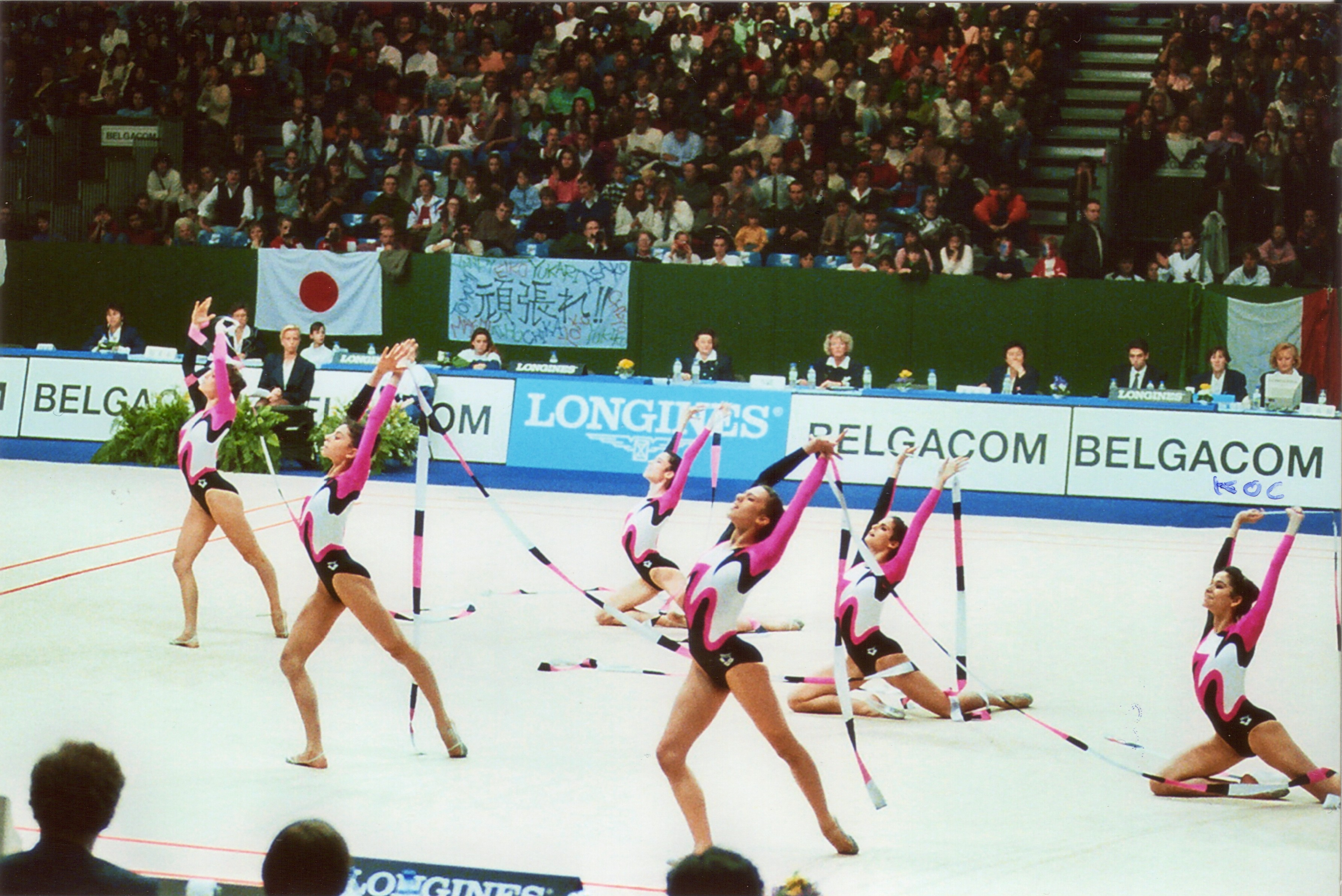
Final de l'exercici de cintes a Brussel·les, muntatge on van utilitzar Sevilla de la Suite española, Op. 47 d'Isaac Albéniz

Després d'aquest Mundial, Lorea es retiraria de la competició, igual que faria la resta del sextet titular que havia estat campió del món a Atenes l'any anterior.
Se li va concedir el Guardó Esportiu del Govern de Navarra a la millor esportista navarresa de l'any el 1989 i 1991.

### Retirada de la gimnàstica
Es va retirar el 1992, després del Campionat del Món de Brussel·les. Obtindria el títol d'Entrenadora Nacional i es llicenciaria a la Universitat Complutense a la Facultat de Ciències de la Informació. Treballa en el sector audiovisual, on ha exercit tasques en productores i exhibidores de cinema. En l'actualitat treballa a Madrid a la distribuïdora de cinema Golem.
El 25 de maig de 2017 va exercir de mestra de cerimònies en la presentació del llibre Pinzellades de rítmica a la seu del CSD, un recorregut per la història de la rítmica escrit per la seva excompanya de la selecció Montse Martín i per Manel Martín. El 16 de desembre de 2017, Elso es va reunir junt amb altres exgimnastas de l'equip nacional per realitzar un homenatge a l'exseleccionadora Anna Roncero. Al setembre de 2018 va viatjar junt amb diverses exgimnastas de la selecció espanyola al Mundial de Gimnàstica Rítmica de Sofia per retrobar-se amb l'exseleccionadora nacional Emilia Boneva, organitzant-se més un sopar homenatge en honor seu.

## Llegat i influència
El conjunt nacional de gimnàstica rítmica de 1991 va assolir al Mundial d'Atenes el primer títol mundial per la rítmica espanyola, imposant-se per primera vegada un país occidental en aquesta disciplina als països de l'Est. A més, va ser el primer equip femení espanyol en proclamar-se campió del món en un esport mediàtic. Ressenyes d'aquesta fita apareixen en llibres com Gimnàstica rítmica esportiva: aspectes i evolució (1995) d'Aurora Fernández del Valle, Enredant en la memòria (2015) de Paloma del Río i Pinzellades de rítmica (2017) de Montse i Manel Martín.

## Equipaments
| Període     | Proveïdor |
| ----------- | --------- |
| 1989 - 1992 | Arena     |

## Música dels exercicis
| Any         | Aparells             | Música                                                                              |
| ----------- | -------------------- | ----------------------------------------------------------------------------------- |
| 1989 - 1990 | 12 maces             | «España cañí», pasdoble compost per Pascual Marquina Narro.                         |
| 1989        | 3 cercles i 3 cinta  | Fragments de la ópera Carmen de Georges Bizet, com el tema «Habanera».              |
| 1990        | 12 maces             | Peça Asturias (Leyenda), que pertany a la Suite española, Op. 47 d'Isaac Albéniz.   |
| 1990 - 1991 | 3 pilotes i 3 cordes | «Spain» de Chick Corea, versionada per Michel Camilo i Tomatito.                    |
| 1991 - 1992 | 6 cintes             | «Tango Jalousie», compost per Jacob Gade.                                           |
| 1991        | 3 pilotes i 3 cordes | «Campanas», de Víctor Bombi.                                                        |
| 1992        | 6 cintes             | Peça Sevilla, que pertany a la Suite española, Op. 47 d'Isaac Albéniz.              |
| 1992        | 3 pilotes i 3 cordes | Música del ballet Arraigo de Jerónimo Maesso, creat per al coreógraf Víctor Ullate. |

## Palmarés esportiu

### Selecció espanyola
| 1989 - DTB-Pokal Karlsruhe Plata en concurs general Plata en 12 maces Plata en 3 cercles i 3 cintes - Campionat del Món de Sarajevo Bronze en concurs general Bronze en 12 maces Bronze en 3 cercles i 3 cintes - Wacoal Cup Bronze en concurs general 1990 - DTB-Pokal Karlsruhe Or en concurs general - Gymnastic Masters de Stuttgart Bronze en concurs general - Final de la Copa del Món en Brussel·les Bronze en concurs general Bronze en 12 maces Bronze en 3 pilotes 3 cordes - Campionat d'Europa de Goteborg Bronze en concurs general Plata en 12 maces Bronze en 3 pilotes i 3 cordes - Wacoal Cup Plata en concurs general | 1991 - DTB-Pokal Karlsruhe Or en concurs general - Gymnastic Masters de Stuttgart Bronze en concurs general Bronze en 6 cintes Bronze en 3 pilotes i 3 cordes - Campionat del Món d'Atenes Or en concurs general Plata en 6 cintes Plata en 3 pilotes i 3 cordes 1992 - DTB-Pokal Karlsruhe Plata en concurs general - Campionat d'Europa de Stuttgart Or en concurs general Bronze en 6 cintes Or en 3 pilotes i 3 cordes - Asvo Cup Or en concurs general - Alfred Vogel Cup Or en concurs general Plata en 6 cintes Or en 3 pilotes i 3 cordes - Campionat del Món de Brussel·les Plata en concurs general Bronze en 6 cintes 8a posició en 3 pilotes 3 cordes |

## Premis, reconeixements i distincions
- Guardó Esportiu del Govern de Navarra a la millor esportista navarresa (1989)
- Diploma Esportiu del Govern de Navarra en la categoria d'esportista femenina (1990)
- Guardó Esportiu del Govern de Navarra a la millor esportista navarresa (1991)[24]
- Medalla al Mèrit Gimnàstic, atorgada per la Reial Federació Espanyola de Gimnàstica (1991)

## Programes de televisió
| Programes de televisió | Programes de televisió   | Programes de televisió | Programes de televisió             |
| ---------------------- | ------------------------ | ---------------------- | ---------------------------------- |
| 1990                   | Camarada Boneva          | La 2 de TVE            | Aparició al reportatge             |
| 1991                   | De tú a tú               | Antena 3               | Convidada amb la resta del conjunt |
| 1991                   | Tele 5 ¿dígame?          | Telecinco              | Convidada amb la resta del conjunt |
| 1991                   | VIP Tarde                | Telecinco              | Convidada amb la resta del conjunt |
| 2019                   | ¿Dónde estabas entonces? | La Sexta               | Aparició al reportatge             |